# سید حسن عسکری
سید حسن عسکری (زاده ۱۰ آوریل ۱۹۰۱ در خوجوا، هند بریتانیا) یک مورخ هندی بود که کار ادبی او توسط دولت هند به رسمیت شناخته شد و بر تصوف قرون وسطی، تاریخ منطقه ای بیهار، و جنبه‌هایی از تاریخ فرهنگی هند قرون وسطی متمرکز شد. او بیش از ۲۵۰ مقاله، مقاله تحقیقاتی، پیشگفتار، پیشگفتار و نقد کتاب را تألیف، ویرایش و ترجمه کرد و در مجلات، کتاب‌ها و مقالات متعدد منتشر شده‌است.

## جوایز
- عسگری در سال ۱۹۴۵ لقب «خان صاحب» را از سوی دولت هند بریتانیایی دریافت کرد.[نیازمند منبع]
- جایزه غالب در سال ۱۹۷۴ توسط جناب فخرالدین علی احمد، رئیس‌جمهور وقت هند به عسگری اهدا شد.
- گیانی زیل سینگ، پادما شری را در سال ۱۹۸۵ به عسکری اعطا کرد[۷]